# 威爾馬鎮區 (明尼蘇達州坎迪約希縣)
威爾馬鎮區（英語：Willmar Township）是位於美國明尼蘇達州坎迪約希縣的一個行政鎮區。

## 地方資料
威爾馬鎮區的面積為56.51平方千米，當中陸地面積為56.42平方千米，而水域面積為0.09平方千米。根據2020年美國人口普查的數據，當地共有人口478人，而人口密度為每平方千米8.46人。